# Rivière Sainte-Marie (vattendrag i Kanada, Québec, lat 49,67, long -63,92)
Rivière Sainte-Marie är ett vattendrag i Kanada.   Det ligger i provinsen Québec, i den östra delen av landet, 1 000 km nordost om huvudstaden Ottawa.
I omgivningarna runt Rivière Sainte-Marie växer i huvudsak barrskog.